# Замок Давер

Герб землі Дун Делган.

Замок Давер (англ. Darver Castle) — замок Дарвер — один із замків Ірландії, розташований в графстві Лаут, біля селища Редіпенні, земля Дандалк (Дун Делган).

## Історія замку Давер
Землі на місці замку Давер були заселені як мінімум з 3500 року до н. е. — з часів неоліту. Біля замку збереглися мегалітичні споруди часів неоліту — дольмени та гробниці. Ці землі та клан, що ними володів до англо-нормандського завоювання були відомі як Конайлле Муйртеймне, що походить від імені Конайлла Карнаха — ватажка «Червоної гілки» воїнів королівства Улад.
Замок побудований в ХІІ столітті норманськими феодалами після англо-норманського завоювання Ірландії в 1171 році. Назва замку походить від ірландської назви Дайрбре (ірл. — Dairbhe) — «Діброва». Король Англії Генріх ІІ дарував ці землі площею 500 акрів Патріку Бейбу, що побудував тут дві башти. Перший замок Давер був дерев'яним. У 1315 році ці землі контролював Едуард Брюс, якого проголосили верховним королем Ірландії. Тут він лишався протягом року. Потім він загинув у битві з англійською армією яку очолював Джон де Бермінгем. Кам'яний замок був побудований в 1432 році. У 1740 році родина Бейб продала замок Ранфалу Буту. Його нащадки жили в замку Давер до 1980 року. В 1997 році замок купила родина Карвілль. Ця родина відремонтувала та перебудувала замок, перетворила замок в розкішний готель. Замок орендується для проведення весіль та інших урочистих подій.